# Zuleiha deschide ochii
Zuleiha deschide ochii (în rusă Зулейха́ открывает глаза) este un roman rusesc din 2015 scris de scriitoarea rusă Guzel Iahina.

## Rezumat
În 1930, Zuleiha locuiește într-un mic sat tătar din Uniunea Sovietică, împreună cu soțul ei, Murtaza, și cu soacra sa. Soțul ei o tratează groaznic și o favorizează foarte mult pe soacra ei. Soacra ei este extrem de nerecunoscătoare pentru tot ceea ce face Zuleiha pentru ea. Zuleiha este considerată un eșec pentru că a încercat să aibă 4 copii diferiți, dar toți au murit. Ca parte a campaniei de desculacizare, soțul ei este executat de Ignatov pentru că refuză să plece. Ea este apoi exilată în Siberia împreună cu el, în timp ce ei pleacă într-o lungă călătorie spre o nouă așezare. Ignatov nu este interesat de Zuleiha și are o femeie acasă, dar sfârșește prin a se lăsa prins în această situație la fel de mult ca Zuleiha. După un timp de așteptare extrem de lung și o călătorie cu trenul în care unii reușesc să scape, ajung în port. Portul îi duce în josul râului spre așezarea lor și se scufundă pe drum. Rezultatul este că mulți dintre cei care au fost prinși în barcă și închiși au sfârșit prin a se îneca. Zuleiha, încearcă să-i salveze, aproape că se îneacă și ea, dar Ignatov o salvează. Zuleiha, încearcă să-i salveze, aproape că se îneacă și ea, dar Ignatov o salvează. Această așezare se dovedește a fi nimic mai mult decât o pădure cu provizii puține sau deloc. Restul poveștii se desfășoară în această așezare și se transformă în cele din urmă într-o așezare adevărată. Prima iarnă este aspră și mulți mor, dar, datorită conducerii lui Ignatov și abilităților de vânătoare ale lui Zuleiha, ei supraviețuiesc. Mulți recruți sosesc în primăvară și nu reușesc să treacă de iarna aspră.

## Adaptare
Un miniserial de televiziune în limba rusă, în opt episoade, Zuleiha deschide ochii (în rusă Зулейха открывает глаза), a avut premiera pe canalul de televiziune Rossia-1 în 2020. Serialul îi are în rolurile principale pe Ciulpan Hamatova, Evgeni Morozov și Sergei Makovetski și a fost regizat de Egor Anashin. Serialul a primit o apreciere neașteptat de largă atât din partea publicațiilor rusofone, cât și a celor anglofone.

## Traducere în limbă română
- 2023 - Zuleiha deschide ochii, Ed. Humanitas Fiction, București, 424 p. - traducere de Luana Schidu